# Štôla
Štôla je podtatranská obec na Slovensku v okrese Poprad. V roce 2023 zde žilo 531 obyvatel. Dominantou obce je neoklasicistní evangelický kostel.

## Poloha
Obec leží v údolní pánvi v Podtatranské kotlině, na úpatí pohoří Vysoké Tatry. Centrem obce protéká Haganský potok, který se pod obcí vlévá do řeky Poprad. Sousedními obcemi jsou Mengusovce na jihu a Vyšné Hágy (část města Vysoké Tatry) na severu.

## Historie
První písemná zmínka o obci pochází z roku 1330, tehdy se zde rozvíjel chov mléčného skotu na farmách okolo místního benediktinského kláštera., který byl v roce 1436 vypálen. Kromě chovu skotu a ovcí se místní obyvatelé zabývalli zejména zemědělstvím a lesnictvím. 

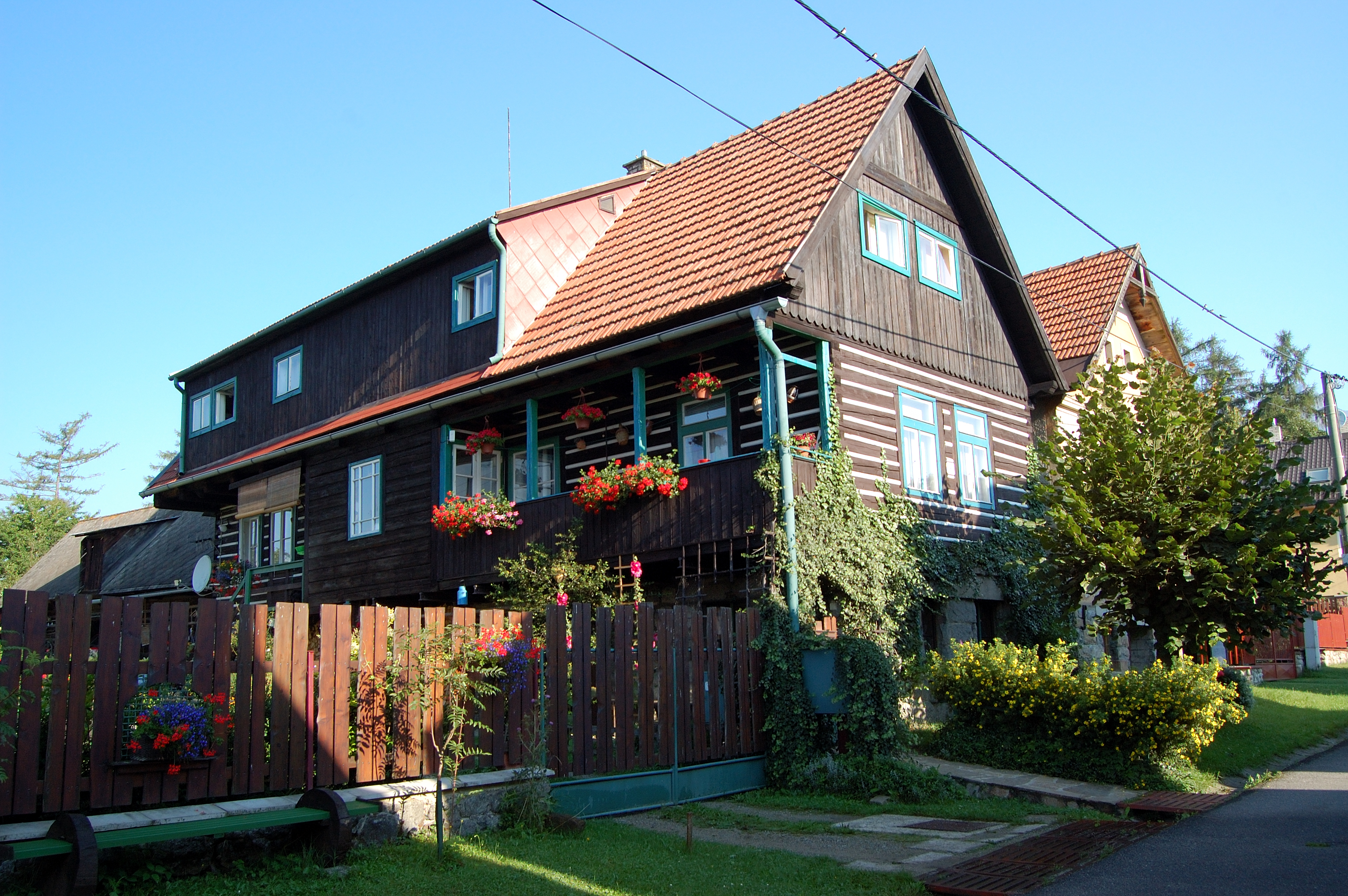
Roubený dům - příklad staré architektury v obci

Od roku 1990 byla Štôla součástí sousední obce Mengusovce. Dnes je obec známá jako turistické letovisko pod Vysokými Tatrami.

## Obyvatelstvo
Podle sčítání lidu z roku 2011 žilo ve Štôle celkově 514 obyvatel, z toho 469 Slováků, osm Čechů, čtyři z nich uvedli moravskou národnost. Pět obyvatel uvedlo jinou etnickou příslušnost a 28 obyvatel neposkytlo o etnické příslušnosti žádné informace.
187 obyvatel se téhož roku hlásilo k římskokatolické církvi a 156 obyvatel k evangelické církvi. 56 obyvatel se přihlásilo k ateismu, 37 obyvatel se pak k otázce víry nevyjádřilo.
V roce 2023 žilo v obci 531 obyvatel, což je mírný nárůst oproti předchozímu sčítání obyvatel v roce 2021, kdy v obci žilo 528 obyvatel. Během turistické sezóny (v letním období), se počet místních obyvatel zvyšuje.

## Osobnosti
- Ján Ruman Driečny (1840–1879), vysokohorský vůdce a lovec kamzíků